# Euscorpius thracicus
Espèce
Euscorpius thracicus est une espèce de scorpions de la famille des Euscorpiidae.

## Distribution
Cette espèce est endémique de Bulgarie. Elle se rencontre vers Kroumovgrad.

## Description
Le mâle holotype mesure 29,31 mm et la femelle paratype 30,58 mm.

## Étymologie
Son nom d'espèce lui a été donné en référence au lieu de sa découverte, la Thrace.

## Publication originale
- Kovařík, Lowe, Byronová & Šťáhlavský, 2020 : « Euscorpius thracicus sp. n. (Scorpiones: Euscorpiidae) from Bulgaria. » Euscorpius, no 315, p. 1-17 (texte intégral).